# Ivy (Motorradhersteller)

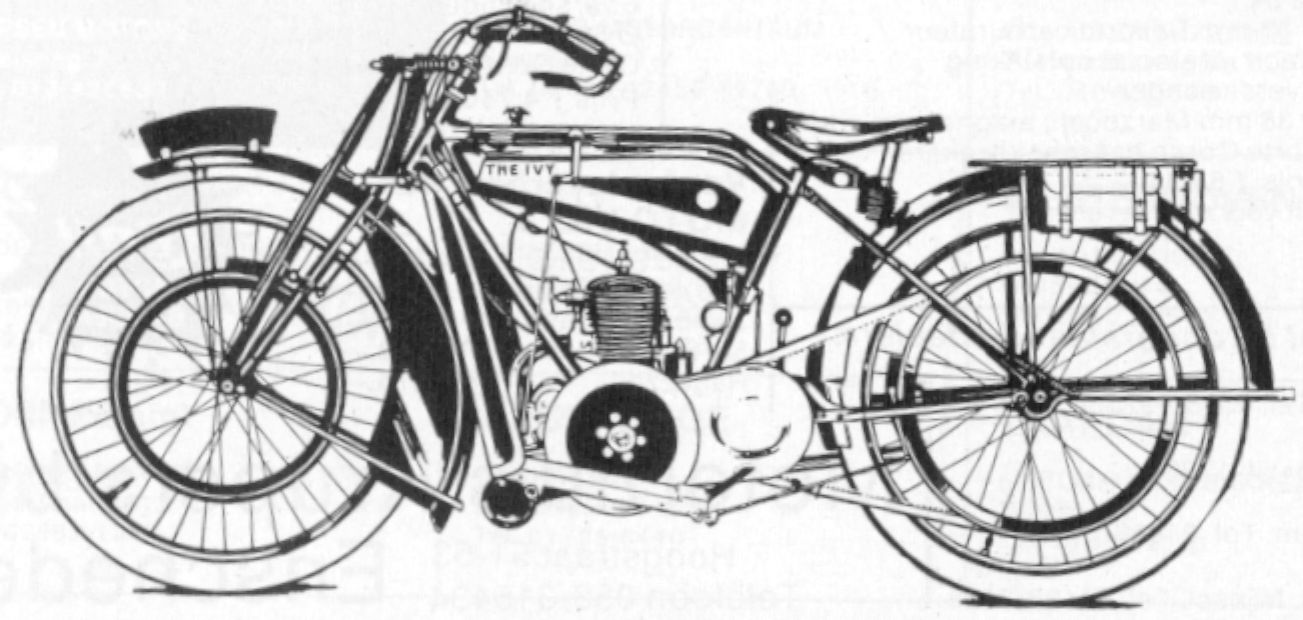
224-cm³-Ivy von 1921

Ivy war ein britischer Motorradhersteller, der von 1907 bis 1934 in Birmingham ansässig war.
Das Unternehmen wurde von verschiedenen Brüdern der Newman-Familie betrieben. Ivy baute etwa 6000 Motorräder unterschiedlicher Modellreihen. Daneben gab es von 926–1930 auch Lastendreiräder. Die meisten Modelle hatten Zweitaktmotoren, die entweder von J.A.P. oder von Precision kamen, aber Ivy baute auch selbst Motoren mit 225 und 296 cm³ Hubraum. Das Unternehmen stellte außerdem seine eigenen Gabeln, Vergaser und Beiwagen her.
Ivy beteiligte sich intensiv an Motorradwettbewerben; verschiedene Newman-Brüder starteten auch selbst. Wo immer möglich, führte das Unternehmen die Rennmotorräder vor, um die Qualität und Bauart der Produktionsmaschinen zu demonstrieren. Die Newman-Brüder dachten, dass dies die beste Art wäre, die Qualität ihrer Konstruktionen unter Beweis zu stellen und für ihre Produkte zu werben. H. C. Newman war besonders erfolgreich, gewann etliche kleinere Rennen und belegte mehrere Male in der Tourist Trophy gute Plätze.

## Modelle
Das Unternehmen stellte verschiedene Modelle her, z. B.:
- Ivyette: 224-cm³-Zweitaktmotor eigener Konstruktion mit 2¼ bhp (1,65 kW). Billiges und zuverlässiges Stadtmotorrad.
- Model C: 2½ bhp-(1,84 kW)-Zweitaktmotor von Precision. Es gab auch eine Version mit 2¾ bhp-(2,02 kW)-Motor namens Model E.
- Model D: Dieses Modell gab es mit einer Reihe unterschiedlicher Motoren, darunter:
  - 3½ bhp-(2,57 kW)-Einzylindermotor von Precision – es gab auch eine spezielle TT-Version mit 3¾ bhp (2,76 kW), der erste Einzylindermotor, der für sich beanspruchen konnte, ein Motorradgespann auf über 100 km/h beschleunigen konnte.
  - 4½ bhp-(3,3 kW)-Zweizylindermotor von Precision
  - 5 bhp-(3,7 kW)-Zweizylindermotor von J.A.P.
  - 6 bhp-(4,4 kW)-Zweizylindermotor von Precision oder J.A.P.
  - Es gab auch eine Damenausführung des Model D mit abgesenktem Rahmenoberrohr.
- Modelle 1924: Es gab sie mit seitengesteuerten Einzylindermotoren mit 349 oder 297 cm³ Hubraum, Sturmey-Archer-Getriebe, 26” x 2½”-Dunlop-Cord-Reifen und automatischen Ölern.[1]

- Ivy-Beiwagen: Brach an einer Ivy Model D mit 3½ bhp am 30. Oktober 1913 sieben Weltrekorde in Brooklands
- Ein von H. C. Newman entworfener V2-Motor mit 677 cm³ Hubraum wurde in das erste Martinsyde-Motorrad eingebaut.[1]

### Dreiradbau
Daneben baute Ivy folgende Lastendreiräder:
- 3/4 cwt. (ca. 200 kg) mit Einzylindermotor von J.A.P., Dreiganggetriebe, Kettenantrieb, Bremsen an allen Rädern, 1926–29
- Karryall: 348 cm-Einzylinder-Zweitakt-Motor von Sturmey-Archer, Dreiganggetriebe, 3 cwt. Letzteres kostete zunächst 70 brit. Pfund, später 85 Pfund[4].